# Episodi di Scuola di football (sesta stagione)
La sesta stagione della serie televisiva Scuola di football è stata trasmessa in anteprima negli Stati Uniti d'America dalla HBO tra il 1990 e il 1991.
| nº | Titolo originale                   | Titolo italiano | Prima TV USA     | Prima TV Italia |
| -- | ---------------------------------- | --------------- | ---------------- | --------------- |
| 1  | Opening Night                      |                 | 1990             |                 |
| 2  | Old Dogs, New Tricks               |                 | 1990             |                 |
| 3  | She's Ba-ack                       |                 | 17 ottobre 1990  |                 |
| 4  | Altared States                     |                 | 24 ottobre 1990  |                 |
| 5  | Going in Style                     |                 | 31 ottobre 1990  |                 |
| 6  | Don't Powerburst My Bubble         |                 | 7 novembre 1990  |                 |
| 7  | The Squeeze                        |                 | 14 novembre 1990 |                 |
| 8  | Take My Wives, Please!             |                 | 21 novembre 1990 |                 |
| 9  | Bull Day Afternoon                 |                 | 28 novembre 1990 |                 |
| 10 | Sex, Bulls and Videotape           |                 | 5 dicembre 1990  |                 |
| 11 | Irma Za-Greb                       |                 | 12 dicembre 1990 |                 |
| 12 | If I Didn't Play Football          |                 | 19 dicembre 1990 |                 |
| 13 | A Roast Is a Roast                 |                 | 26 dicembre 1990 |                 |
| 14 | Close Encounters of the Third Down |                 | 1991             |                 |
| 15 | Flashbacks                         |                 | 16 gennaio 1991  |                 |
| 16 | Championship Game                  |                 | 23 gennaio 1991  |                 |